# Resígaro jezik
Resígaro jezik (ISO 639-3: rgr; resígero), jezik Resígaro Indijanaca na sjeveroistoku Perua U departmanu Loreto kojim govori još svega 14 ljudi (1976 SIL) u indijanskim selima Bora i Ocaina, dok se ostali služe jezicima ocaina [oca], bora [boa] i murui huitoto [huu] ili španjolski.
Pripada sjevernoaravačkoj skupini. Prijeti mu izumiranje. 

## Vanjske poveznice
- Ethnologue (14th)
- Ethnologue (15th)